# Cable de arriostrado

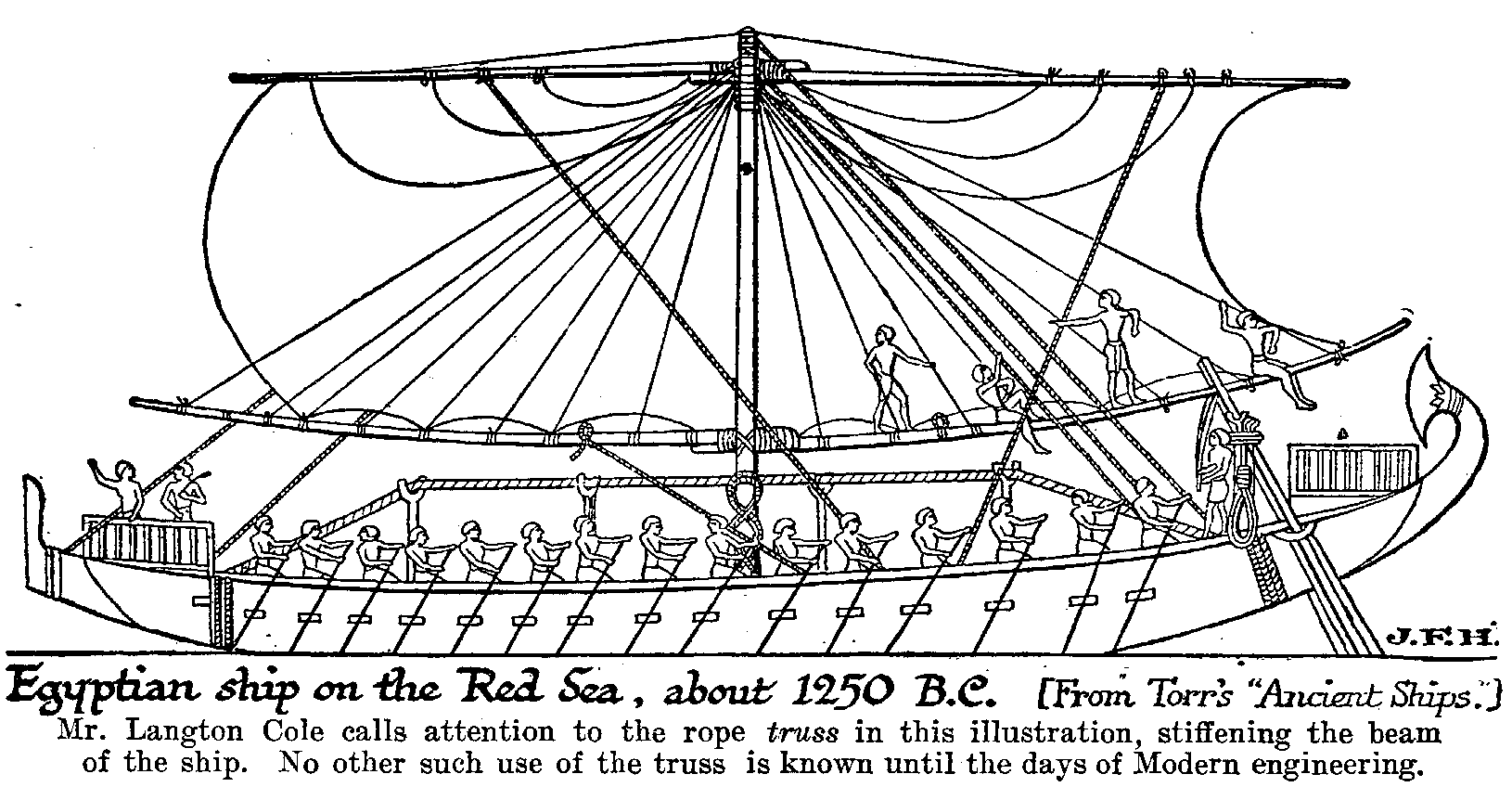
Buque egipcio con cable de arriostrado (c1250 aC).

En la antigua construcción naval, un cable de arriostrado era una cuerda gruesa que formaba parte de un sistema indispensable para el refuerzo estructural del casco. Según la solución adoptada había dos o cuatro cables longitudinales. Estaban atados a la proa y popa y se extendían a través de la parte superior de la nave desde la parte delantera hasta la trasera.

## Función

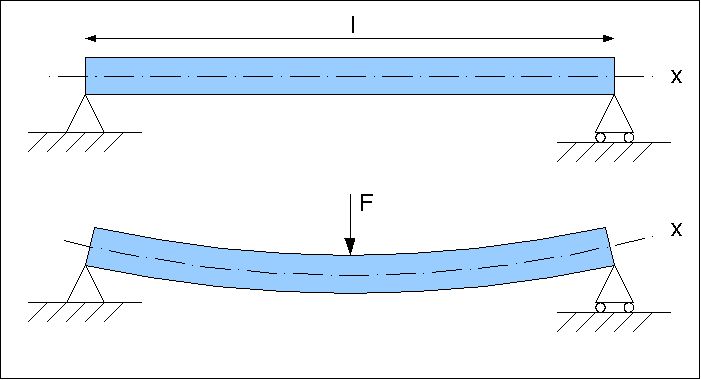
Flexión teórica de un haz articulado soportado sometido a una carga específica centrada F.

El casco de un barco funciona como una viga cuando está sometido a flexión. En una viga doblada, la parte convexa de la deformación se somete a tracción. En algunos diseños de vigas el elemento resistente a este esfuerzo de tracción es un cable o una varilla delgada.

## Historia

Viga con cable de arriostrado.

Las primeras representaciones de buques con cables de arriostrado son del antiguo Egipto y se llaman tortores en documentos modernos. Además, los trirremes griegos tenían un sistema similar llamado hypozoma (en singular, hypozomata en plural). Los trirremes romanos y los grandes buques de carga (naves onerariae) también adoptaron los cables de arriostrado.

## Naufragio de San Pablo
En los Hechos de los Apóstoles  se puede leer el naufragio de  San Pablo, que viajaba en una nave mercante romana cargada de trigo. El viaje comenzó mal. La nave zarpó de Laloino limenes (‘Bellos Puertos’), cerca de Lasea, en una época del año peligrosa (pasado el Ayuno, el día de la expiación judía o Yom Kippur, entre septiembre y octubre) en contra el consejo de Pablo, ya que el centurión que mandaba hizo más caso del piloto y del patrón. Pronto los sorprendió un viento, el llamado euroaquilón. Pudieron apenas lanzar al agua el bote que llevaban a remolque «un barco con cable de arriostrado». Al cabo de catorce noches de ir a la deriva, la embarcación embarrancó en un bajo de arena y con muchas dificultades llegaron a la playa. Era la isla de Malta.
Al cabo de tres meses Pablo zarpó hacia Siracusa a bordo de un barco alejandrino, confiado a los Dioscuros (Cástor y Pollux) .

## Isidoro de Sevilla
Isidoro de Sevilla, en las Etymologiae, escribió sobre los cables de arriostrado:

Tormentum funis in navibus longus, qui a prora ad puppim extenditur quo magis constringantur. Tormenta autem a tortu dicta, restes funesque. Scaphon funis in prora positus.

(Traducción) En los barcos el tormentum es un cable grueso y largo que va de proa a popa y que refuerza la estructura. Los cabos y cables también se llaman tormenta porque están retorcidos [de tortus]. El scaphon es un cable que se pone en la proa.
Isidoro de Sevilla. Etimologías XIX.4.6.